# 桜地区
桜地区（さくらちく、英: Sakura District）は、三重県四日市市の地区の一つ。1954年に四日市市に編入された三重郡桜村の村域にあたり、四日市市役所桜地区市民センターの管轄区域である。

## 概要
桜地区は、名水百選にも選ばれた智積養水があり、七郷総社の椿岸神社付近には、その智積養水を利用した茶畑や水田が広がっている。また地区内には、市内を走る近鉄湯の山線の駅（桜駅）や、市内西部の玄関口とされている四日市インターチェンジが立地しており、主要な交通機関も揃われている。

## 地理
市内西部に位置し、菰野町とも隣接している。

### 地形

#### 河川
- 矢合川

#### 公園
主な公園
- 智積養水記念公園
- 桜台本町1号公園
- 桜台本町2号公園
- 桜花台中央公園
- 桜台中央公園
- 桜台1号公園
- 桜台2号公園
- 桜台3号公園（桜台西公園）
- 桜台4号公園
- 桜新町1号公園
- 桜新町2号公園
- 桜新町3号公園

### 地域
- 桜花台
- 桜新町
- 桜台
- 桜台本町
- 桜町
- 智積町

### 人口
桜地区の、1989年（平成元年）からの総人口、男性人口、女性人口。
| 年                 | 総人口  | 男性人口 | 女性人口 |
| ------------------ | ------- | -------- | -------- |
| 2025年（令和7年）  | 14110人 | 6817人   | 7293人   |
| 2024年（令和6年）  | 14163人 | 6845人   | 7318人   |
| 2023年（令和5年）  | 14280人 | 6890人   | 7390人   |
| 2022年（令和4年）  | 14417人 | 6982人   | 7435人   |
| 2021年（令和3年）  | 14504人 | 7028人   | 7476人   |
| 2020年（令和2年）  | 14604人 | 7068人   | 7536人   |
| 2019年（令和元年） | 14765人 | 7158人   | 7607人   |
| 2018年（平成30年） | 14920人 | 7255人   | 7665人   |
| 2017年（平成29年） | 15107人 | 7359人   | 7748人   |
| 2016年（平成28年） | 15238人 | 7430人   | 7808人   |
| 2015年（平成27年） | 15323人 | 7486人   | 7838人   |
| 2014年（平成26年） | 15536人 | 7596人   | 7940人   |
| 2013年（平成25年） | 15699人 | 7671人   | 8028人   |
| 2012年（平成24年） | 15802人 | 7733人   | 8069人   |
| 2011年（平成23年） | 15970人 | 7828人   | 8142人   |
| 2010年（平成22年） | 16134人 | 7933人   | 8201人   |
| 2009年（平成21年） | 16214人 | 7961人   | 8253人   |
| 2008年（平成20年） | 16343人 | 8006人   | 8337人   |
| 2007年（平成19年） | 16456人 | 8073人   | 8383人   |
| 2006年（平成18年） | 16473人 | 8079人   | 8393人   |
| 2005年（平成17年） | 16589人 | 8131人   | 8458人   |
| 2004年（平成16年） | 16620人 | 8150人   | 8470人   |
| 2003年（平成15年） | 16645人 | 8157人   | 8488人   |
| 2002年（平成14年） | 16742人 | 8215人   | 8527人   |
| 2001年（平成13年） | 16743人 | 8239人   | 8504人   |
| 2000年（平成12年） | 16784人 | 8269人   | 8515人   |
| 1999年（平成11年） | 16721人 | 8261人   | 8460人   |
| 1998年（平成10年） | 16828人 | 8310人   | 8518人   |
| 1997年（平成9年）  | 16847人 | 8325人   | 8522人   |
| 1996年（平成8年）  | 16740人 | 8269人   | 8471人   |
| 1995年（平成7年）  | 16506人 | 8176人   | 8330人   |
| 1994年（平成6年）  | 16303人 | 8046人   | 8257人   |
| 1993年（平成5年）  | 16021人 | 7930人   | 8091人   |
| 1992年（平成4年）  | 15622人 | 7727人   | 7895人   |
| 1991年（平成3年）  | 14927人 | 7395人   | 7532人   |
| 1990年（平成2年）  | 13966人 | 6937人   | 7059人   |
| 1989年（平成元年） | 12918人 | 6388人   | 6530人   |

人口構造
1990年代では急速に人口が増加しており、1990年（平成2年）の13966人から1999年（平成11年）の16721人では、2755人もの人口が増えた。ただ、それ以降からは少子高齢化などの問題により人口が減少している。
男性人口と女性人口は、全体的に女性人口が男性人口を上回っており、2023年（令和5年）ではその差が500人にもおよんだ。

### 隣接している地区
四日市市
- 県地区
- 神前地区
- 川島地区
- 小山田地区
- 水沢地区

 菰野町
- 菰野地区

## 歴史

### 沿革
- 三重郡桜村が1889年（明治22年）に成立
- 1954年（昭和29年）の昭和の大合併で四日市市に編入される。

## 施設

### 警察
- 四日市西警察署
  - 桜警察官駐在所

### 消防
- 四日市中消防署
  - 西分署

### 医療
主なクリニック
- さくらクリニック
- さくら総合歯科ベビーキッズ歯ならびクリニック
- しんじ歯科クリニック

### 郵便局
主な郵便局
- 四日市西郵便局
- 桜郵便局

## 教育

### 高等学校
公立
- 三重県立四日市西高等学校

### 中学校
公立
- 四日市市立桜中学校

### 小学校
市立
- 四日市市立桜小学校
- 四日市市立桜台小学校

## 交通

### 鉄道
近畿日本鉄道（近鉄）
- 湯の山線
  - 桜駅

### バス
高速バス
- 名古屋桜台高速線（三重交通）
  - 四日市インター
  - 桜花台
  - 桜台
- 名古屋湯の山温泉高速線（三重交通）
  - 四日市インター

一般路線バス
- 三重交通

### 道路
高速道路
- 東名阪自動車道
  - 四日市インターチェンジ

一般国道
- 国道477号